# فرانثيسكو لامير إي بيرينغير

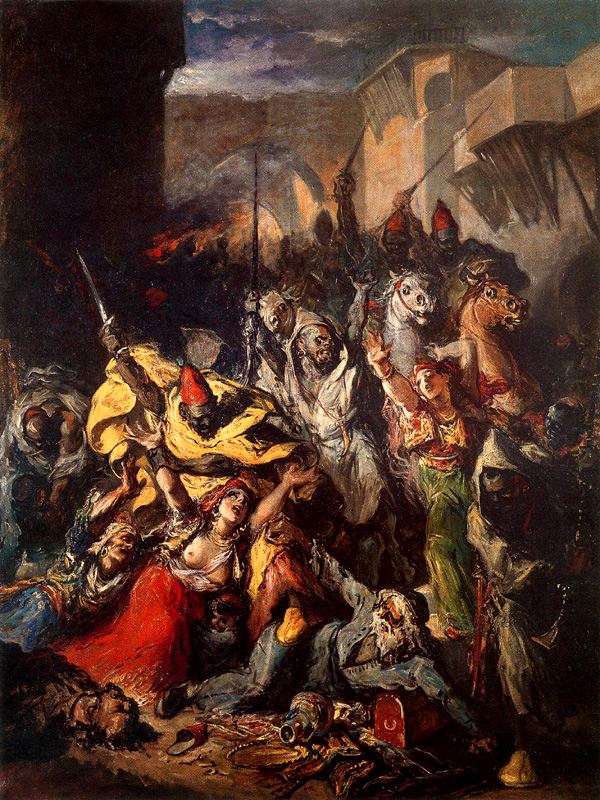
اعتداء الموروس على حي يهودي, متحف ديل برادو

فرانثيسكو لامير إي بيرينغير (بالإسبانية: Francisco Lameyer y Berenguer، ولد في 13 سبتمبر 1825، إل بويرتو دي سانتا ماريا، قادس، إسبانيا - توفي في 3 يونيو 1877، مدريد، إسبانيا) رسام إسباني.
في 1843 م أصبح ضابط في البحرية، ما أبعده عن النشاط الفني حتى 1848 م. في هذه الفترة برزت سوى 125 من رسوماته، وهي مجموعة قدمها إلى سيرافين إستيبانيث كالديرون في مشاهد أندلسية.
في 1852 سافر إلى باريس حيث سيلتقي بالرسام الإسباني فيديريكو مادراثو، بعدها بعثته البحرية إلى الفلبين، لكن المرض أجبره على الخروج والاعتزال من النشاط العسكري في 1860 م، مما سمح له تكيرس جل وقته حصريا لأنشطته الفنية.
في 1863 رافق ماريانو فورتوني إلى المغرب، ثم سافر إلى جميع أنحاء شمال أفريقيا مما يؤدي إلى رسم أشهر لوحاته: «شحاذ طنجة»، و«نساء طنجة اليهوديات» و«اعتداء الموروس على حي يهودي». بعد رحلة إلى بوردو وباريس مرض بالسل وتوفي في مدريد يوم 3 يونيو 1877.

## معرض صور

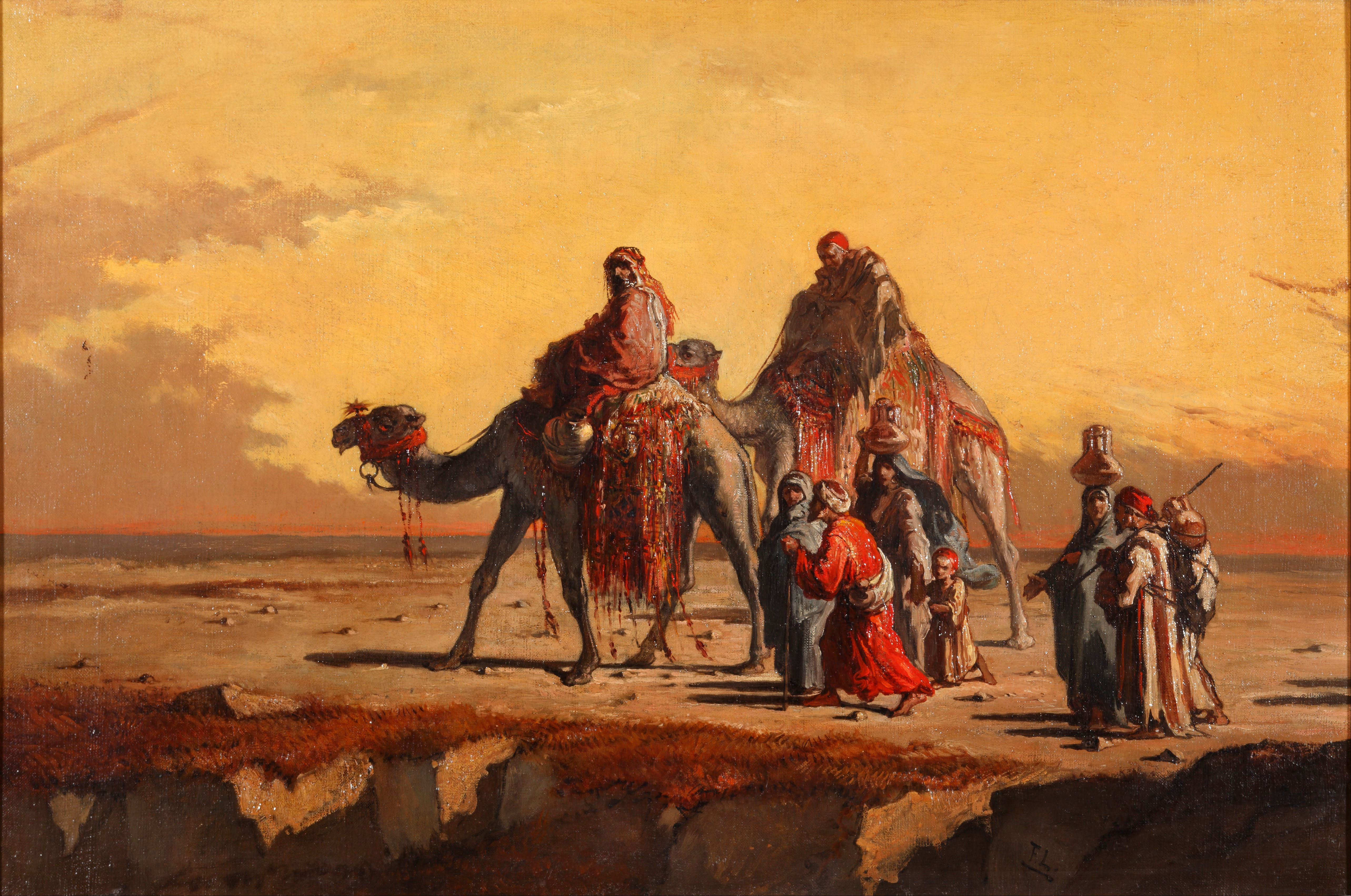
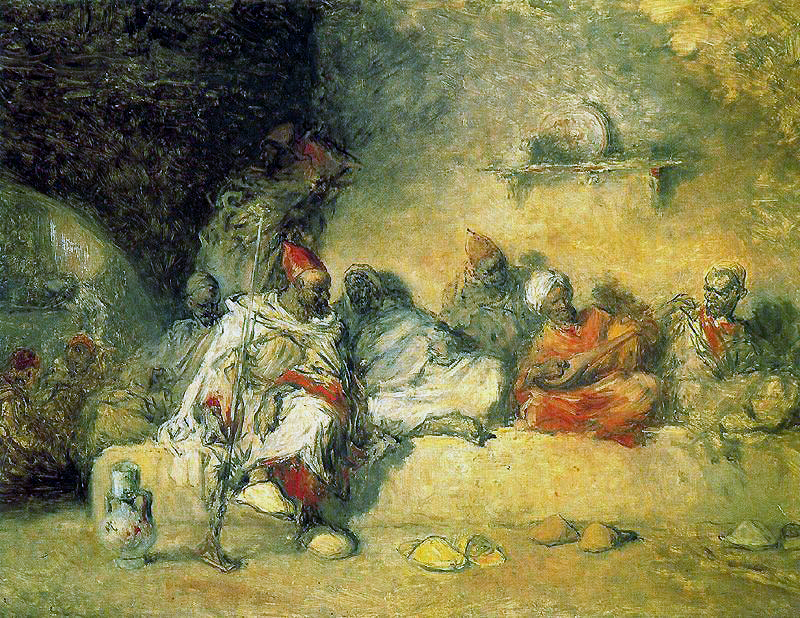
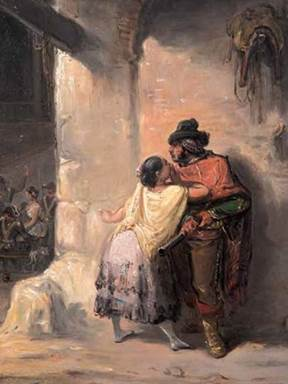
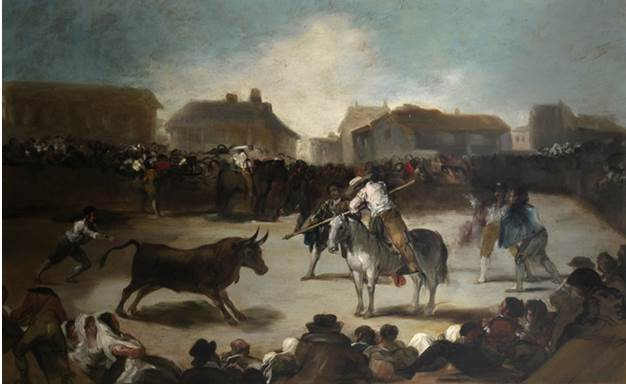

## وصلات خارجية
- (بالإسبانية) فرانثيسكو لامير إي بيرينغير